# Rhum Island
Pour les articles homonymes, voir Island.
 (avril 2022).
 (avril 2022).
Si vous disposez d'ouvrages ou d'articles de référence ou si vous connaissez des sites web de qualité traitant du thème abordé ici, merci de compléter l'article en donnant les références utiles à sa vérifiabilité et en les liant à la section « Notes et références ».
Rhum Island est la première marque de rhum agricole vieilli, assemblé à Saint-Martin dans les Antilles françaises depuis la disparation des sucreries en 1848.

## Histoire
La société est fondée quelques mois avant l'ouragan Irma du 5 septembre 2017 qui a ravagé toute l'île.
Les rhums sont élevés en fûts de chêne français. Ils sont produits par Island Compagnie, société spécialisée en spiritueux. Les rhums ont été récompensés par une médaille d'argent en 2018 par le Concours général agricole de Paris.
En mars 2020, pour faire face à la pandémie, Rhum Island a apporté sa contribution à la population de l'île avec l'aide de la Préfecture de Saint-Martin, Initiative Saint-Martin et les dons des Syndicats des Rhums de Guadeloupe en produisant bénévolement — avec de d'alcool de canne — 2 200 litres de gel hydroalcoolique afin de pallier la pénurie sur l’île de Saint-Martin et Saint-Barthélemy.

## Production
Les rhums agricoles sont vieillis en fûts de chêne français.
- Rhum blanc agricole 50°.
- Rhums vieux XO Blend âgés de 6 à 10 ans.